# Даг (мультсериал)
«Даг» (англ. Doug) — американско-французский мультсериал, выпускавшийся телеканалом Nickelodeon с 1990 по 1993 годы. Создан Джимом Джинкинсом и произведенный Jumbo Pictures. Шоу сосредотачивается на ранней юношеской жизни его главного героя, Дугласа «Дага» Фанни, который испытывает обычные затруднения во время учебы в школе в своем новом родном городе Блаффингтон. Даг рассказывает каждую историю в своем дневнике, и шоу включает в себя множество эпизодов воображения. Сериал затрагивает множество тем, в том числе попытки соответствовать, платонические и романтические отношения, самооценку, издевательства и слухи. Многие эпизоды сосредоточены на попытках Дага произвести впечатление на своего одноклассника и влюбленную Патти Майонез.
Джинкинс разработал Дага по рисункам из своего альбома для зарисовок, которые он создавал в течение 1980-х годов. Даг, в основном автобиографическое творение, во многом был вдохновлен детством Джинкинса, выросшим в Вирджинии, причем большинство персонажей в сериале были основаны на реальных людях. Он сначала представил Дуга как детскую книгу незаинтересованным издателям, прежде чем Nickelodeon купил шоу. После этого сериал претерпел дальнейшее развитие, в котором Джинкинс тщательно детализировал каждый аспект сеттинга шоу. Джинкинс настаивал на том, чтобы у сериала была цель, и проинструктировал авторов аннотировать каждый сценарий моралью. Необычный саундтрек шоу состоит в основном из скэт-пения и звуков рта.
Премьера сериала состоялась 11 августа 1991 года в кабельной сети Nickelodeon в качестве первого оригинального анимационного контента канала наряду с мультсериалами Ох уж эти детки! и Шоу Рена и Стимпи. Первоначальный выпуск состоял из 52 эпизодов за четыре сезона, которые транслировались с 1991 по 1994 год. Nickelodeon отказался продлевать шоу на пятый сезон, поэтому в 1996 году Disney дал зеленый свет пятому сезону после приобретения Jumbo Pictures. Джинкинс за это время внес несколько творческих изменений. Шоу переместилось в субботний утренний состав ABC на три года, также было внесено два изменения названия, чтобы отличить новые серии от сезонов Nickelodeon. Он стал шоу с самым высоким рейтингом, вдохновившим на создание различных книг, товаров, живое музыкальное сценическое шоу и театральную постановку, Первый фильм Дага, выпущенный в качестве завершения сериала в 1999 году.

## Сюжет
Сериал рассказывает о 11-летнем (позже 12) мальчике Дугласе «Даге» Фанни, который хочет быть еще одним лицом в толпе, но, обладая ярким воображением и сильным чувством правильного и неправильного, он с большей вероятностью хочет выделяться. Он ведет дневник, который он рассматривает как автобиографию, поскольку он записывает многочисленные события в сериале, которые варьируются от обучения танцам до плохой стрижки. Даг Фанни и его семья (в которую входят его родители Теда и Фил, сестра Джуди и собака Поркчоп) переезжают из города Блоэтсбург в Блаффингтон после того, как его отец получает повышение по службе. Блаффингтон находится в Соединенных Штатах, но не в каком-либо конкретном штате США. Тем не менее, Блаффингтон основан на городе Ричмонд, штат Вирджиния, где родился и вырос создатель Джим Джинкинс.

## Персонажи
- Дуглас Янси "Даг" Фанни (озвучивает Билли Уэст в сериале Nickelodeon; Том МакХью в сериале Disney): Даг изображен как застенчивый, неуверенный в себе, застенчивый и доверчивый мальчик 11 (позже 12) лет, который чаще всего пытается справиться со своим страхом перед неудачей. У него есть таланты к письму, рисованию, созданию музыки (он играет на банджо) и уходу за животными (у него есть собака по кличке Porkchop). Хотя Даг просто хочет соответствовать своим сверстникам, у него яркое воображение и беспрецедентное чувство морали, которые выделяют его среди них. Даг рассказывает каждую серию и записывает свои впечатления в свой дневник. У него есть альтер эго, Квейлман, которого вдохновили детские домашние фильмы Джинкинса и Робертса, в которых они изображали супергероев. Билли Уэст, первоначальный голос Дага, был назначен исполнительным директором Ванессой Коффи из-за первоначального нежелания Джинкинса, но Джинкинс в конечном итоге стал рассматривать его как лучший голос для персонажа. Уэст, записывая реплики для Дага, отметил, что «там много меня, потому что я переживаю там свой собственный опыт, потому что у меня есть совесть».
- Порк-чоп (озвучивает Фред Ньюман): антропоморфная домашняя собака Дага, которая является одним из помощников Дага и сопровождает его почти везде, куда он идет. Иногда он помогает Дагу в принятии решений и действует как его совесть. Свиная отбивная очень талантлива во многих вещах, например, в актерской игре. Он живет в собачьей будке в форме иглу в сериале «Никелодеон» и в типи в сериале «Дисней». Во время рождественского специального выпуска показано, что Даг получил Поркчопа в качестве рождественского подарка и что Поркчоп  однажды спасла жизнь Биби Блафф, когда она собиралась провалиться сквозь тонкий лед. Поркчоп вместе с Дагом впервые появились в рекламных роликах детского блока USA Network, USA Cartoon Express.
- Москито «Скитер» Валентайн (озвучивает Фред Ньюман): Скитер - лучший друг Дага. Иногда он гудит. Скитер и его семья какое-то время жили в Блаффингтоне, поэтому он помогает Дагу акклиматизироваться в Блаффингтоне. Например, Скитер помогает Дагу заказать еду в популярном ресторане Honker Burger в Блаффингтоне на премьере сериала (что приводит к их дружбе). Персонаж был основан на лучшем школьном друге Джинкинса, Томми Робертсе.
- Патриция «Патти» Майонез (озвучивает Констанс Шульман): Патти - умная, милая, талантливая и спортивная девушка, лучшая подруга Дага и его любовный интерес. Она добрая и услужливая, но у нее есть слабые стороны, такие как склонность к соперничеству, легковерие и легко злиться, если зайти слишком далеко. Джинкинс создал персонажа на основе своей юношеской влюбленности из средней и средней школы и взял ее имя по имени двух девочек из своего детства, Пэм Мэйо и девушки по имени Пэтти.
- Роджер М. Клотц (озвучен Билли Уэстом в сериале Nickelodeon, Крисом Филлипсом в сериале Disney): Роджер - заклятый враг / заклятый враг Дага и школьный хулиган. Однако он не такой уж и хулиган, так как обычно подшучивает над всеми и разыгрывает розыгрыши. Он старше других в своем классе, так как ему потребовалось три года, чтобы окончить шестой класс. Роджер влюблен в сестру Дага Джуди и в некоторых эпизодах пытается ухаживать за ней. Роджер и его разведённая мать жили в трейлерном парке в сериале Nickelodeon; в сериале «Дисней» семья Роджера становится богатой в результате сделки с недвижимостью, заключенной между владельцем парка трейлеров и семьей Блафф. Роджер был вдохновлен хулиганом, который жил в том же районе, что и Джинкинс. Он взял фамилию соседей хулигана, Клотц, в качестве персонажа.
- Биби Блафф (озвучивает Элис Плейтен): наследница состояния семьи Блафф. Биби - дочь Билла Блаффа, самого богатого человека в городе и друга мэра Уайта. Семья Блафф является тезкой города Блаффингтон, а во второй серии школа даже названа в честь Биби. Несмотря на определенное превосходство над своими сверстниками, Биби поддерживает дружеские отношения с Патти Майонезом и большинством других своих современников. Даг впервые поцеловался с ней в эпизоде «Тайный поклонник Дага», хотя это было скорее из благодарности, чем из любви, поскольку она уже влюблена в Скитера. Биб была последней анимационной ролью Элис Плейтен перед ее смертью в 2011 году.

## Серии
| Сезон | Segments | Серии | Серии | Даты показа      | Даты показа     | Даты показа                         |
| Сезон | Segments | Серии | Серии | Первая серия     | Последняя серия | Канал                               |
| ----- | -------- | ----- | ----- | ---------------- | --------------- | ----------------------------------- |
| 1     | 25       | 13    | 13    | 11 августа 1991  | 8 декабря 1991  | Nickelodeon                         |
| 2     | 26       | 13    | 13    | 13 сентября 1992 | 6 декабря 1992  | Nickelodeon                         |
| 3     | 26       | 13    | 13    | 11 апреля 1993   | 11 июля 1993    | Nickelodeon                         |
| 4     | 24       | 13    | 13    | 26 сентября 1993 | 2 января 1994   | Nickelodeon                         |
| 5     | N/A      | 26    | 26    | 7 сентября 1996  | 8 марта 1997    | ABC (Disney's One Saturday Morning) |
| 6     | N/A      | 8     | 8     | 13 сентября 1997 | 22 ноября 1997  | ABC (Disney's One Saturday Morning) |
| 7     | N/A      | 31    | 31    | 12 сентября 1998 | 26 июня 1999    | ABC (Disney's One Saturday Morning) |
| Film  | Film     | Film  | Film  | 26 марта 1999    | 26 марта 1999   | N/A                                 |

### Мультсериал Nickelodeon

#### Сезон 1 (1991)
| №  | Название                                           | Режиссёр                                    | Автор сценария                                     | Дата премьеры     | Произв. код |
| -- | -------------------------------------------------- | ------------------------------------------- | -------------------------------------------------- | ----------------- | ----------- |
| 1  | «Doug Can't Dance/Doug Gets Busted»                | Tony Eastman & Carol Millican/Ken Kimmelman | Joe Aaron & Ken Scarborough/Ken Scarborough        | август 11, 1991   | 102         |
| 2  | «Doug Bags a Neematoad»                            | Howard Beckerman & Yvette Kaplan            | Alicia Marie Schudt                                | август 18, 1991   | 101         |
| 3  | «Doug's Dog's Date/Doug's Big Nose»                | Johan Edstrom/John Paratore                 | Betty G. Birney/M.K. Brown                         | август 25, 1991   | 103         |
| 4  | «Doug Takes a Hike/Doug Rocks»                     | Carol Millican/Ken Kimmelman                | Ken Scarborough/Alan Silberberg                    | сентябрь 8, 1991  | 104         |
| 5  | «Doug Can't Dig It/Doug Didn't Do It»              | Yvette Kaplan/Jean-Pierre Jacquet           | Ken Scarborough/Marcy Winograd & Jacqueline Hirtz  | сентябрь 22, 1991 | 105         |
| 6  | «Doug is Mayor for a Day/Doug's No Dummy»          | John Paratore/Johan Edstrom                 | John Pardee & Joey Murphy/Alan Kingsberg           | сентябрь 29, 1991 | 106         |
| 7  | «Doug's Cool Shoes/Doug to the Rescue»             | Ken Kimmelman/Carol Millican                | Marcy Winograd & Jacqueline Hirtz/Alan Silberberg  | октябрь 6, 1991   | 107         |
| 8  | «Doug Gets His Ears Lowered/Doug on the Wild Side» | Yvette Kaplan/John Paratore                 | Lisa Melamed/Beth Bornstein                        | октябрь 27, 1991  | 108         |
| 9  | «Doug's Big Catch/Doug Needs Money»                | Jean-Pierre Jacquet/Johan Edstrom           | Ken Scarborough/Joseph Stillman                    | ноябрь 3, 1991    | 109         |
| 10 | «Doug's Runaway Journal/Doug's Doodle»             | Ken Kimmelman/Carol Millican                | Joseph Stillman/Ken Scarborough                    | ноябрь 10, 1991   | 110         |
| 11 | «Doug's Cookin'/Doug Loses Dale»                   | Yvette Kaplan/Jean-Pierre Jacquet           | Alan Higgins/Kayte Kuch & Sheryl Scarborough       | ноябрь 17, 1991   | 111         |
| 12 | «Doug is Quailman/Doug Out in Left Field»          | John Paratore/Tony Eastman                  | Alan Silberberg/Lisa Melamed & Alicia Marie Schudt | ноябрь 24, 1991   | 112         |
| 13 | «Doug's Fair Lady/Doug Says Goodbye»               | Ken Kimmelman/Carol Millican                | Bradley Kesden & Skip Shepard/Ken Scarborough      | декабрь 8, 1991   | 113         |

#### Сезон 2 (1992)
| № общий | № в сезоне | Название                                           | Режиссёр                     | Автор сценария                  | Дата премьеры     | Произв. код |
| ------- | ---------- | -------------------------------------------------- | ---------------------------- | ------------------------------- | ----------------- | ----------- |
| 14      | 1          | «Doug Takes the Case/Doug's Secret Song»           | Paul Sparagano/Yvette Kaplan | Ken Scarborough/Tim Grundmann   | сентябрь 13, 1992 | 201         |
| 15      | 2          | «Doug's Got No Gift/Doug Vs. the Klotzoid Zombies» | John Paratore/Carol Millican | Joe Fallon/Alan Silberberg      | сентябрь 20, 1992 | 202         |
| 16      | 3          | «Doug's Secret Admirer/Doug's on TV»               | Ken Kimmelman/Johan Edstrom  | Ken Scarborough/Al Higgins      | сентябрь 27, 1992 | 203         |
| 17      | 4          | «Doug's Dinner Date/Doug Meets Fentruck»           | Yvette Kaplan/Paul Sparagano | Al Higgins/John Wohlbruck       | октябрь 4, 1992   | 204         |
| 18      | 5          | «Doug Battles the Rulemeister/Doug's a Genius»     | Paul Sparagano/Yvette Kaplan | Alan Silberberg/Ken Scarborough | октябрь 11, 1992  | 207         |
| 19      | 6          | «Doug Saves Roger/Doug's Big News»                 | Carol Millican/John Paratore | Alan Higgins/Tim Grundmann      | октябрь 18, 1992  | 208         |
| 20      | 7          | «Doug's a Big Fat Liar/Doug Wears Tights»          | Ken Kimmelman/Yvette Kaplan  | Joe Fallon/John Wohlbrook       | октябрь 25, 1992  | 209         |
| 21      | 8          | «Doug's Derby Dilemma/Doug on His Own»             | Ken Kimmelman/Johan Edstrom  | Joe Fallon/Michele Jabloner     | ноябрь 1, 1992    | 206         |
| 22      | 9          | «Doug on the Trail/Doug Meets RoboBone»            | Paul Sparagano/Johan Edstrom | Matt Steinglass/Alan Silberberg | ноябрь 8, 1992    | 210         |
| 23      | 10         | «Doug's Hot Ticket/Doug's Dental Disaster»         | Ken Kimmelman/Johan Edstrom  | Alan Silberberg/Al Higgins      | ноябрь 15, 1992   | 212         |
| 24      | 11         | «Doug's on Stage/Doug's Worst Nightmare»           | John Paratore/Carol Millican | Al Higgins/Ken Scarborough      | ноябрь 22, 1992   | 205         |
| 25      | 12         | «Doug Pumps Up/Doug Goes Hollywood»                | John Paratore/Carol Millican | Ken Scarborough/Al Higgins      | ноябрь 29, 1992   | 211         |
| 26      | 13         | «Doug's Lost Weekend/Doug's Lucky Hat»             | Paul Sparagano/Yvette Kaplan | Ken Scarborough/Alan Silberberg | декабрь 6, 1992   | 213         |

#### Сезон 3 (1993)
| № общий | № в сезоне | Название                                                               | Режиссёр                     | Автор сценария                                   | Дата премьеры   | Произв. код |
| ------- | ---------- | ---------------------------------------------------------------------- | ---------------------------- | ------------------------------------------------ | --------------- | ----------- |
| 27      | 1          | «Doug's Fat Cat/Doug and Patti P.I.»                                   | Yvette Kaplan/Carol Millican | Matt Steinglass/Dietrich Smith                   | апрель 11, 1993 | 301         |
| 28      | 2          | «Doug is Slave for a Day/Doug Rocks the House»                         | Johan Edstrom/Paul Sparagano | Alan Higgins/Steve Higgins                       | апрель 18, 1993 | 302         |
| 29      | 3          | «Doug's Comic Collaboration/Doug's Pet Capades»                        | Ken Kimmelman/John Paratore  | Matt Steinglass/Alan Higgins                     | апрель 25, 1993 | 303         |
| 30      | 4          | «Doug's Career Anxiety/Doug's Big Brawl»                               | Carol Millican/Yvette Kaplan | Ken Scarborough/Alan Higgins                     | май 9, 1993     | 304         |
| 31      | 5          | «Doug's Huge Zit/Doug Flies a Kite»                                    | Johan Edstrom/Paul Sparagano | Evan Gore/Michale Schaefer & Ken Scarborough     | май 16, 1993    | 305         |
| 32      | 6          | «Doug and the Weird Kids/Doug's Behind the Wheel»                      | Ken Kimmelman/John Paratore  | Alan Higgins/Christine Ecklund & Keith Hoffman   | май 23, 1993    | 306         |
| 33      | 7          | «Doug's New Teacher/Doug on First»                                     | Yvette Kaplan/Carol Millican | Alan Silberberg/Matt Steinglass                  | май 30, 1993    | 307         |
| 34      | 8          | «Doug's Cartoon/Doug's Monster Movie»                                  | Paul Sparagano/Johan Edstrom | Ken Scarborough/Joe Fallon                       | июнь 6, 1993    | 308         |
| 35      | 9          | «Doug's Hot Property/Doug and the Little Liar»                         | Ken Kimmelman/John Paratore  | Dietrich Smith/Matt Steinglass                   | июнь 13, 1993   | 309         |
| 36      | 10         | «Doug Inc./Doug's Nightmare on Jumbo Street»                           | Carol Millican/Yvette Kaplan | Joe Fallon                                       | июнь 20, 1993   | 310         |
| 37      | 11         | «Doug's Shock Therapy/Doug is Hamburger Boy»                           | Johan Edstrom/Paul Sparagano | Evan Gore & Dietrich Smith/Ken Scarborough       | июнь 27, 1993   | 311         |
| 38      | 12         | «Doug and the Yard of Doom/Doug's Garage Band»                         | Ken Kimmelman/John Paratore  | Alan Higgins/Ken Scarborough                     | июль 4, 1993    | 312         |
| 39      | 13         | «Doug's Great Beet War (Doug Operation Moody School)/Doug's Magic Act» | Carol Millican/Yvette Kaplan | Matt Steinglass & Dietrich Smith/Ken Scarborough | июль 11, 1993   | 313         |

#### Сезон 4 (1993–94)
| № общий | № в сезоне | Название                                          | Режиссёр                                   | Автор сценария                                            | Дата премьеры     | Произв. код |
| ------- | ---------- | ------------------------------------------------- | ------------------------------------------ | --------------------------------------------------------- | ----------------- | ----------- |
| 40      | 1          | «Doug's Math Problem/Doug's Big Feat»             | Paul Sparagano/Yvette Kaplan               | Matt Steinglass/Andrew Steele                             | сентябрь 26, 1993 | 401         |
| 41      | 2          | «Doug's Bum Rap/Doug and Patti Sittin' in a Tree» | Tony Eastman & Marc Sevier/Ken Kimmelman   | Joe Fallon/Matt Steinglass                                | октябрь 3, 1993   | 402         |
| 42      | 3          | «Doug Door-to-Door/Doug Tips the Scales»          | Carol Millican/Tony Eastman & Drew Edwards | Joe Fallon/Dennis Garvey                                  | октябрь 10, 1993  | 403         |
| 43      | 4          | «Doug's Halloween Adventure»                      | Myrna Bushman & Paul Sparagano             | Ken Scarborough & Alan Higgins                            | октябрь 30, 1993  | 404         |
| 44      | 5          | «Doug En Vogue/Doug's Mail Order Mania»           | Ken Kimmelman/Tony Eastman & Marc Sevier   | Joe Fallon/Andy Yerkes & Kenneth Lonergan                 | ноябрь 7, 1993    | 405         |
| 45      | 6          | «Doug's Birthday Present/Doug's Fan Club»         | Tony Eastman & Drew Edwards/Carol Millican | Steve Higgins/Patty Hume                                  | ноябрь 14, 1993   | 406         |
| 46      | 7          | «Doug Runs/Doug Clobbers Patti»                   | Myrna Bushman/Paul Sparagano               | Alan Higgins                                              | ноябрь 21, 1993   | 407         |
| 47      | 8          | «Doug's Treasure Hunt/Doug's Brainy Buddy»        | Tony Eastman & Marc Sevier/Ken Kimmelman   | Joe Fallon/Alan Higgins, Ken Scarborough & Dietrich Smith | ноябрь 27, 1993   | 408         |
| 48      | 9          | «Doug Ripped Off!/Doug's Babysitter»              | Tony Eastman & Drew Edwards/Carol Millican | Matt Steinglass/Mark Dacus                                | декабрь 5, 1993   | 409         |
| 49      | 10         | «Doug's Christmas Story»                          | Paul Sparagano & Myrna Bushman             | Ken Scarborough                                           | декабрь 12, 1993  | 410         |
| 50      | 11         | «Doug's in the Money/Doug's Sister Act»           | Ken Kimmelman/Tony Eastman & Marc Sevier   | Jim Jinkins & David Campbell/Matt Steinglass              | декабрь 12, 1993  | 411         |
| 51      | 12         | «Doug Throws a Party/Doug Way Out West»           | Carol Millican/Tony Eastman & Drew Edwards | Andy Yerkes & Kenneth Lonergan/Alan Higgins               | декабрь 26, 1993  | 412         |
| 52      | 13         | «Doug Graduates/Doug's Bad Trip»                  | Paul Sparagano/Myrna Bushman               | Matt Steinglass/Alan Higgins                              | январь 2, 1994    | 413         |

### Мультсериал Disney

#### Сезон 5 (1996–97)
| № общий | № в сезоне | Название                      | Режиссёр                   | Автор сценария           | Дата премьеры     |
| ------- | ---------- | ----------------------------- | -------------------------- | ------------------------ | ----------------- |
| 53      | 1          | «Doug's Last Birthday»        | Jim Jinkins & Jack Spillum | Joe Fallon               | сентябрь 7, 1996  |
| 54      | 2          | «Doug's New School»           | Jim Jinkins & Jack Spillum | Joe Fallon               | сентябрь 14, 1996 |
| 55      | 3          | «Doug Grows Up»               | Jim Jinkins & Jack Spillum | Ken Scarborough          | сентябрь 21, 1996 |
| 56      | 4          | «Doug's Hoop Nightmare»       | Jim Jinkins & Jack Spillum | Scott Fellows            | сентябрь 28, 1996 |
| 57      | 5          | «Doug: A Limited Corporation» | Jim Jinkins & Jack Spillum | Ken Scarborough          | октябрь 5, 1996   |
| 58      | 6          | «Doug's in Debt!»             | Jim Jinkins & Jack Spillum | Joe Fallon               | октябрь 12, 1996  |
| 59      | 7          | «Doug's Big Comeback»         | Jim Jinkins & Jack Spillum | Dennis Garvey            | октябрь 19, 1996  |
| 60      | 8          | «Doug's Bloody Buddy»         | Jim Jinkins & Jack Spillum | Joe Fallon               | октябрь 26, 1996  |
| 61      | 9          | «Doug's Patti Beef»           | Jim Jinkins & Jack Spillum | Matt Steinglass          | ноябрь 2, 1996    |
| 62      | 10         | «Doug Directs»                | Jim Jinkins & Jack Spillum | Andrew Reich & Ted Cohen | ноябрь 9, 1996    |
| 63      | 11         | «Doug's Movie Madness»        | Jim Jinkins & Jack Spillum | Mark York                | ноябрь 16, 1996   |
| 64      | 12         | «Doug's Brain Drain»          | Jim Jinkins & Jack Spillum | Jeffrey Kindley          | ноябрь 23, 1996   |
| 65      | 13         | «Doug: The Big Switch»        | Jim Jinkins & Jack Spillum | Al Higgins               | ноябрь 30, 1996   |
| 66      | 14         | «Doug Gets His Wish»          | Jim Jinkins & Jack Spillum | Jeff Kindley             | декабрь 7, 1996   |
| 67      | 15         | «Doug's Secret Christmas»     | Jim Jinkins & Jack Spillum | Ken Scarborough          | декабрь 14, 1996  |
| 68      | 16         | «Doug's Hot Dog»              | Jim Jinkins & Jack Spillum | Joe Fallon               | декабрь 28, 1996  |
| 69      | 17         | «Doug's Great Opportoonity»   | Jim Jinkins & Jack Spillum | Scott Fellows            | январь 4, 1997    |
| 70      | 18         | «Doug Gets a Roommate»        | Jim Jinkins & Jack Spillum | Steve Bannos             | январь 11, 1997   |
| 71      | 19         | «Doug Gets Booked»            | Jim Jinkins & Jack Spillum | Joe Fallon               | январь 18, 1997   |
| 72      | 20         | «Doug's Minor Catastrophe»    | Jim Jinkins & Jack Spillum | Matt Steinglass          | январь 25, 1997   |
| 73      | 21         | «Doug's Big Panic»            | Jim Jinkins & Jack Spillum | Ken Scarborough          | февраль 1, 1997   |
| 74      | 22         | «Doug's Hairy Situation»      | Jim Jinkins & Jack Spillum | Scott Fellows            | февраль 8, 1997   |
| 75      | 23         | «Doug: Oh, Baby»              | Jim Jinkins & Jack Spillum | Joe Fallon               | февраль 15, 1997  |
| 76      | 24         | «Doug's Disappearing Dog»     | Jim Jinkins & Jack Spillum | Joe Fallon               | февраль 22, 1997  |
| 77      | 25         | «Doug's Mural Mania»          | Jim Jinkins & Jack Spillum | Steve Bannos             | март 1, 1997      |
| 78      | 26         | «Doug on the Road»            | Jim Jinkins & Jack Spillum | Matt Steinglass          | март 8, 1997      |

#### Сезон 6 (1997)
| № общий | № в сезоне | Название                                 | Режиссёр      | Автор сценария               | Дата премьеры     |
| ------- | ---------- | ---------------------------------------- | ------------- | ---------------------------- | ----------------- |
| 79      | 1          | «Doug's Secret of Success»               | Maurice Joyce | Joe Fallon                   | сентябрь 13, 1997 |
| 80      | 2          | «Doug's Friend's Friend»                 | Maurice Joyce | Ken Scarborough              | сентябрь 20, 1997 |
| 81      | 3          | «Doug's Chubby Buddy»                    | Maurice Joyce | Sandra Willard               | сентябрь 27, 1997 |
| 82      | 4          | «Doug: Quailman VI: The Dark Quail Saga» | Maurice Joyce | Joe Fallon                   | октябрь 4, 1997   |
| 83      | 5          | «Judy, Judy, Judy»                       | Maurice Joyce | Matt Steinglass              | октябрь 11, 1997  |
| 84      | 6          | «Doug's Dougapalooza»                    | Maurice Joyce | Scott Fellows                | октябрь 18, 1997  |
| 85      | 7          | «Doug Gets it All»                       | Maurice Joyce | Joe Fallon                   | ноябрь 1, 1997    |
| 86      | 8          | «Doug's Thanksgiving»                    | Maurice Joyce | Joe Fallon & Ken Scarborough | ноябрь 22, 1997   |

#### Сезон 7 (1998–99)
| № общий | № в сезоне | Название                                 | Режиссёр    | Автор сценария                    | Дата премьеры     |
| ------- | ---------- | ---------------------------------------- | ----------- | --------------------------------- | ----------------- |
| 87      | 1          | «Doug's Midnight Kiss»                   | Bernie Denk | Glenn Leopold                     | сентябрь 12, 1998 |
| 88      | 2          | «Doug's Older Woman»                     | Bernie Denk | Don Gillies                       | сентябрь 19, 1998 |
| 89      | 3          | «Doug Gets Right Back On!»               | Bernie Denk | Mark Edward Edens & Michael Edens | сентябрь 26, 1998 |
| 90      | 4          | «Quailman VII: Quaildad»                 | Bernie Denk | Matt Steinglass                   | октябрь 3, 1998   |
| 91      | 5          | «Doug's in the Middle»                   | Bernie Denk | Dennis Garvey & Tommy Nichols     | октябрь 10, 1998  |
| 92      | 6          | «Night of the Living Dougs»              | Bernie Denk | Scott Kreamer                     | октябрь 31, 1998  |
| 93      | 7          | «Doug's Dream House»                     | Bernie Denk | Glenn Leopold                     | ноябрь 7, 1998    |
| 94      | 8          | «Quailman Takes the Blame»               | Bernie Denk | Greg Johnson                      | ноябрь 14, 1998   |
| 95      | 9          | «Doug and the Bluffington Five»          | Bernie Denk | Don Gillies                       | ноябрь 21, 1998   |
| 96      | 10         | «Quailman Vs. Supersport»                | Bernie Denk | Marcy Brown                       | ноябрь 28, 1998   |
| 97      | 11         | «Doug's Concert Crisis»                  | Bernie Denk | Betty G. Birney                   | декабрь 5, 1998   |
| 98      | 12         | «Quailman Vs. the Annoying S.T.U.A.R.T.» | Bernie Denk | Matt Steinglass                   | декабрь 12, 1998  |
| 99      | 13         | «Quailman vs. the Whackhammer»           | Bernie Denk | Kate Donahue                      | январь 2, 1999    |
| 100     | 14         | «Judy's Big Admission»                   | Bernie Denk | Glenn Leopold                     | январь 9, 1999    |
| 101     | 15         | «Quailman Vs. the Quizzler»              | Bernie Denk | Steve Aranguren                   | январь 30, 1999   |
| 102     | 16         | «Doug's Sour Songbird»                   | Bernie Denk | Marcy Brown                       | февраль 20, 1999  |
| 103     | 17         | «Doug's Best Buddy»                      | Bernie Denk | Don Gillies                       | февраль 27, 1999  |
| 104     | 18         | «Quailman and the Quintuple Quandary»    | Bernie Denk | Joe Fallon                        | март 27, 1999     |
| 105     | 19         | «Quailman's Bad Hair Day»                | Bernie Denk | Lisa Johnson                      | апрель 3, 1999    |
| 106     | 20         | «Doug: Beebe Goes Broke»                 | Bernie Denk | Matt Steinglass                   | апрель 10, 1999   |
| 107     | 21         | «Quailman and the L.U.B.»                | Bernie Denk | Dennis Garvey                     | апрель 17, 1999   |
| 108     | 22         | «Patti's Dad Dilemma»                    | Bernie Denk | Glenn Leopold                     | апрель 24, 1999   |
| 109     | 23         | «Quailman: The Un-Quail Saga»            | Bernie Denk | Marcy Brown                       | май 1, 1999       |
| 110     | 24         | «Doug Cuts School»                       | Bernie Denk | Gary Apple                        | май 8, 1999       |
| 111     | 25         | «Quailman Vs. the Triad of Terror»       | Bernie Denk | Don Gillies                       | май 15, 1999      |
| 112     | 26         | «Doug Plays Cupid»                       | Bernie Denk | Matt Steinglass                   | май 22, 1999      |
| 113     | 27         | «Doug: I, Rubbersuit»                    | Bernie Denk | Joe Fallon                        | май 29, 1999      |
| 114     | 28         | «Doug's Adventures On-Line»              | Bernie Denk | Don Gillies                       | июнь 5, 1999      |
| 115     | 29         | «Quailman Vs. the Little Rubber Army»    | Bernie Denk | Terry M. Coudri                   | июнь 12, 1999     |
| 116     | 30         | «Doug's Grand Band Plan»                 | Bernie Denk | Glenn Leopold                     | июнь 19, 1999     |
| 117     | 31         | «Doug's Marriage Madness»                | Bernie Denk | Don Gillies                       | июнь 26, 1999     |

### Фильм (1999)
| Название                               | Режиссёр      | Автор сценария  | Дата премьеры |
| -------------------------------------- | ------------- | --------------- | ------------- |
| «Doug's 1st Movie» «Первый фильм Дага» | Maurice Joyce | Ken Scarborough | март 26, 1999 |